# Экономика идентичности
Экономика идентичности  — направление в рамках новой институциональной экономики, предложенное американскими исследователями. Институциональные экономисты подчеркивают важность идентичности для развития коллективных действий, преодоления негативных последствий социальных дилемм, трагедии общин и пр.

## Значение идентичности в экономических процессах
М. Олсон полагал, что идентичность способствует развитию коллективных действий, повышая мотивацию экономических агентов на соучастие в делах сообщества.
Исследования А. Грейфа показали важность конструирования идентичности «магрибских купцов» для развития торговли в средневековом Средиземноморье.
По мнению современных неоинституционалистов, развитие идентичности зависит от характера институтов и соответствующих институциональных процессов, которые определяют мотивы и рациональность экономических транзакций.